# Georg Bühler
Johann Georg Bühler, född 19 juli 1837 i Borstel vid Nienburg (Hannover), död den 8 april 1898, var en tysk indolog och epigrafiker. 
Bühler promoverades 1858 i Göttingen till fil.dr. på avhandlingen Das griechische secundärsuffix -tes, företog vetenskapliga resor till Paris 1858 och London 1859 och utnämndes 1861 till amanuens hos bibliotekarien vid kungliga biblioteket på Windsor och 1862 till assistent vid universitetsbiblioteket i Göttingen. 
Åren 1863-1868 var han anställd såsom professor i orientaliska språk och fornhistoria vid Elphinstone College i Bombay, med undantag av en del av åren 1866-1867, då han var professor vid Deccan College i Poona. Sedan 1864 var han därjämte ledamot av kommittén för utgivande av en samling av "Hindu law". Han befordrades 1868 till inspektör över undervisningen i Gujarat och fick officiellt uppdrag att uppsöka sanskrithandskrifter inom presidentskapet Bombay. Han företog december 1873 till mars 1874 i diplomatiskt samt juli 1875 till april 1876 i vetenskapligt syfte ytterst viktiga resor till Rajputana samt Kashmir och Centralindien. 
På grund av sjukdom återvände han 1880 till Europa och utnämndes samma år till professor i fornindisk filologi och fornkunskap vid universitetet i Wien samt fick 1889 hovråds titel. Han dog genom drunkning i Bodensjön. Bühler har mer än någon annan av samtidens vetenskapsmän blivit förtrogen med den indiska kulturen i hela dess historiska utveckling. Ingen samtida indolog har förfogat över ett så stort förråd av material till vetenskaplig bearbetning. Ingen torde heller på den indiska kulturhistoriens och förnämligast litteraturens område ha vunnit så betydande och omfattande vetenskapliga resultat som Bühler. 
Bland hans många skrifter, behandlande den indiska litteraturen, arkeologin, epigrafiken, paleografin, geografin, historien och språkvetenskapen, kan endast de viktigaste anföras. Bland hans i en mängd tidskrifter kringströdda bidrag må nämnas
- prakritordboken Paiyalacchinamamala (i Adalbert Bezzenbergers "Beiträge zur kunde der indogermanischen sprachen", Göttingen 1878),
- Erklärung der Ashokainschriften (i "Zeitschrift der deutschen morgenländischen Gesellschaft", 1883-1893),
- The roots of the Dhatupatha not found in literature (i "Wiener Zeitschrift für die Kunde des Morgenlandes", 1894),
- On the origin of the Kharosthi alphabet (ibid. 1895).

Vidare bör framhållas 
- Digest of hindu law cases (tillsammans med Raymond West, 1867-1869; 3:e upplagan 1883),
- Panchatantra with english notes (utgörande n:r l och 3 av "The Bombay Sanscrit Series", 1868; 4:e upplagan 1891),
- Apastambiya Dharmasutra (1868-1871; 2:a upplagan 1892-1894),
- Catalogue of sanskrit manuscripts from Gujarat (4 volymer, 1871-1873),
- Dachakumaracharita, with english notes (I, utgörande "Sanscrit Series" n:r 10, 1873, 2:a upplagan 1887; II, utgiven av P. Peterson),
- Vikramankacharita with an introduction (1875),
- Detailed report of a tour in Kashmir (1877),
- Sacred laws of the Aryas (I, 1879; II, 1883; utgörande II och XIV av "The sacred books of the East"),
- Third book of sanscrit (2:a uppl. 1877; 3:e upplagan 1888),
- Leitfaden für den elementarcursus des sanskrit (1883),
- Inscriptions from the caves of the Bombay presidency (i d:r Burgess "Archaeological reports of Western India", bd IV och V, 1883),
- Paleographic remarks on the Horrinzi palmleaf manuscript (i "Anecdota oxoniensia", Aryan ser. I, 3, 1884),
- The laws of Manu translated (i "The sacred books of the East", XXV, 1886),
- Translation of the Dhauli and Jaugada versions of the Ashoka edicts (i "Archeological reports of Southern India", vol. I, 1887).

Därjämte må anföras följande större arbeten i "Schriften der Wiener Akademie der Wissenschaften": 
- Über eine Sammlung von Sanskrit- und Prakrit-Handschriften (1881),
- Über das Zeitalter des kashmirischen Dichters Somadeva (1885),
- Über eine Inschrift des Königs Dharasena von Valabhi (1886),
- Über eine neue Inschrift des Gurjara Königs Dadda II (1887),
- Über eine Sendrakainschrift (samma år),
- Über die indische Sekte der Yainas (samma år),
- Über das Navasahasankacharita des Padmagupta (1888, tillsammans med Th. Zachariae),
- Über das Sukrtasamkirtana des Arisimha (1889),
- Die indischen Inschriften und das Alter der indischen Kunstpoesie (1890),
- Indian studies: I. The Jagaducarita of Sarvananda, a historical romance from Gujarat (1892), II. Contributions to the history of the Mahabharata (s.å., tillsammans med J. Kirste), III. On the origin of the Brahmi alphabet (1895).

Slutligen må nämnas, att Bühler planlade och till sin död ledde utgivandet av det stora verket Grundriss der indoarischen philologie.